# Agustín Magaldi
Agustín Magaldi Coviello (Casilda, province de Santa Fe, 1898 ― Buenos Aires, 1938) était un musicien, compositeur et chanteur de tango argentin, l’une des figures emblématiques de la chanson populaire argentine dans l’entre-deux-guerres, quoiqu’il fût quelque peu éclipsé par son contemporain Carlos Gardel.
Son répertoire, qu’il chantait en duo ou en solo, comprenait des chansons de types assez mêlés, mais aussi de qualité inégale ; cependant, en tant qu’archétype du chanteur national, il interpréta surtout de nombreux thèmes d’inspiration criollo (tirés du folklore local), à côté de quelques rares chansons provenant d’autres latitudes. La suavité de sa voix, alliée à une technique vocale irréprochable, ainsi que sa thématique sociale, lui valent encore quantité d’admirateurs aujourd’hui.

## Biographie

### Jeunes années et formation musicale
Agustín Magaldi naquit à Casilda, ville du sud de la province de Santa Fe, dans une maison que les autorités municipales donnèrent l’ordre de démolir en 1990, mais que des artistes de Casilda, qui en connaissaient la valeur, eurent soin de photographier, voire de fixer dans des tableaux. Ses parents ayant de la famille à Rosario, l’enfance d’Agustín se passera en va-et-vient continuels entre les deux villes de Casilda et Rosario, distantes l’une de l’autre de seulement 50 kilomètres, raison aussi sans doute de l’équivoque sur son lieu de naissance.
Lorsqu’Agustín eut un an, ses parents déménagèrent vers le boulevard Lisandro de la Torre à Casilda et y ouvrirent une quincaillerie spécialisée en articles d’attelage et de voiturage, mais où se vendaient aussi des objets d’usage domestique. Une plaque commémorative fut apposée sur la maison en 1996, à l’occasion du 58e anniversaire de la mort du musicien. Agustín suivit ses études primaires dans sa ville natale et passa son enfance dans les rues sises aux alentours de la quadruple place centrale de cette ville orthogonale.
À l’âge de neuf ans, Agustín perdit son père, ce qui porta sa mère doña Carmen à aller s’établir à Rosario avec ses cinq enfants Blas, Pascual, Emilio, Cristina et Agustín. Des secondes noces de sa mère naquirent Antonio et Carmen. À Rosario, Agustín suivit une formation musicale dans les conservatoires et connut les artistes de cette époque. Du foyer familial, où l’on écoutait sans cesse les disques de Titta Ruffo et d’Enrico Caruso, lui viendra son intérêt pour l’art lyrique. Ce sera un paradoxe dans sa vie que, passionné tout d’abord par le chant lyrique, il se destinera ensuite à la chanson populaire.

### Carrière
À l’âge de 18 ans, Magaldi se joignit à un ensemble musical et se produisit pour la première fois en public. Il forma son premier duo en 1920, avec Héctor Palacios, et s’associa ensuite avec Nicolás Rossi, puis plus tard avec Espinosa (dont on ignore le prénom), et interpréta des chansons criollas (c’est-à-dire du fonds traditionnel local). Fin 1921, ils décidèrent de se rendre à Buenos Aires, mais échouèrent à percer et s’en retournèrent bientôt à Rosario. Après qu’une nouvelle tentative entreprise l’année suivante eut également tourné à l’échec, Espinosa s’en revint dans sa province, tandis que Magaldi resta seul pour un temps à Buenos Aires, avant de retourner lui aussi à Rosario. Plus tard encore, s’étant mis derechef en duo, cette fois avec l’acteur Nicolás Rossi, il obtint un certain succès, mais de courte durée, car Rossi s’en fut bientôt pour l’Europe. En 1923, Magaldi résolut de se fixer à Buenos Aires, s’occupant à chanter des chansons criollas dans les bistrots de la capitale.

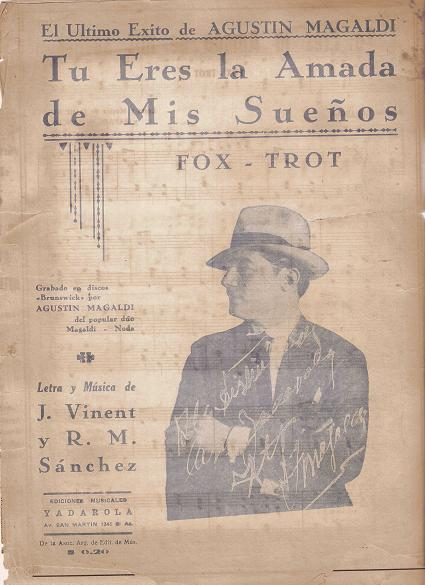
Partition de la chanson Tu eres la amada de mis sueños, avec le portrait du chanteur.

En 1924, il fit la rencontre de Rosita Quiroga, dont il s’éprit et avec qui il forma le duo Quiroga-Magaldi. Quiroga sut l’introduire chez RCA Victor, ce qui permettra à Magaldi d’enregistrer ses premiers disques. Un an après, en 1925, il s’associa avec Pedro Noda, surnommé le chanteur de Mataderos, inaugurant ainsi le parcours d’un des meilleurs duos de l’époque, le duo Magaldi-Noda.
Il participa en juillet 1924 aux débuts des transmissions de la LOY Radio Nacional de Argentina (qui deviendra Radio Belgrano par la suite). Cette année-là en effet, le patron de médias Jaime Yankelevich avait mis sur pied à Buenos Aires une station de radio à l’angle des rues Estados Unidos et Entre Ríos, qu’il baptisa Radio National. C’est là que débuta le duo Magaldi-Noda et qu’il obtint son premier succès. Ensuite, ils feront des enregistrements chez RCA Victor et se produiront dans les principales salles de cinéma et de théâtre de Buenos Aires, de l’intérieur de l’Argentine et d’Uruguay. Parallèlement, en plus de chanter aux côtés de Noda, Magaldi apparaissait également en soliste, construisant son propre répertoire à base de tangos.
En 1929, le duo signa pour la firme de disques Brunswick Records, et composa vers cette époque l’un de ses plus retentissants succès, El penado catorce (litt. le Condamné n°14). Ils donnèrent des concerts à la radio et jouèrent pendant plusieurs saisons au Cine Real, rue Esmeralda. En 1933, il accomplirent, non sans succès, une tournée au Chili. Plus tard, après que Jaime Yankelevich eut transféré ses émetteurs vers un bâtiment sis avenue Belgrano, sa station adoptant alors la dénomination de LR3 Radio Belgrano, le duo Magaldi-Noda s’y produira avec un franc succès dans plusieurs émissions musicales fort écoutées (et notoirement sponsorisées par de grands fabricants). Ils apparaîtront par ailleurs dans le film Monte criollo en 1935, où ils interpréteront la chanson Mi sanjuanina. 
Le 31 décembre 1935, après avoir triomphé durant dix ans, le duo Magaldi-Noda décida de se séparer. À partir de 1936, Agustin Magaldi entama une nouvelle trajectoire, cette fois en tant que soliste, certes accompagné par quelques guitaristes de renom, et fit ses débuts en février 1936 sur LR4 Radio Splendid, en interprétant l’une de ses plus belles réussites, la chanson Nieve (Neige) de Ferradas Campos et Magaldi, d’inspiration russe, qui deviendra sa chanson fétiche. 
Sa supposée rencontre à Junín avec Eva Duarte, future épouse de Juan Domingo Perón, est objet de controverse (voir ci-dessous).

### Dernières années et postérité
Agustín Magaldi vécut ses dernières années dans le quartier de Montserrat, dans un immeuble à l’angle des rues Solís et Moreno, appelé Casa de los Espejos (maison des Miroirs) et signalé aujourd’hui par une plaque commémorative rappelant le séjour du chanteur.

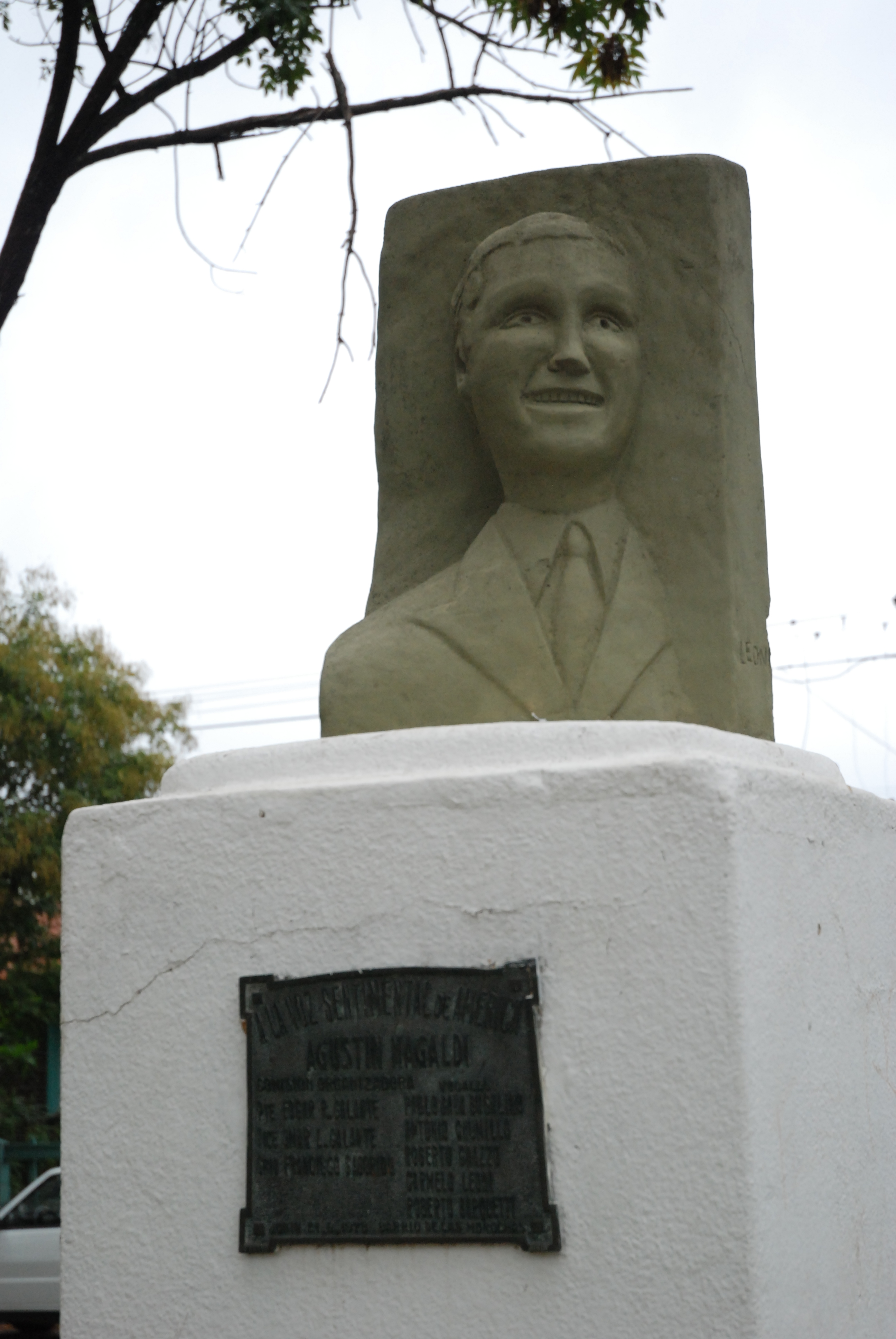
Monument à Magaldi dans la ville de Junín.

Bien qu’il n’en laissât jamais rien paraître, Magaldi souffrait d’une affection du foie s’accompagnant de douloureuses coliques intermittentes. Début septembre 1938, des malaises plus rapprochés déterminèrent son médecin, le Dr Pedro Goyena, à l’hospitaliser au Sanatorio Otamendi, où il fut décidé de l’opérer. L’intervention, menée par le Dr Pedro Valdez, fut dans un premier temps considérée comme réussie ; cependant, 48 heures plus tard, le tableau clinique se détériora, et le 8 septembre 1938 à 7 heures du matin, le chansonnier finit par succomber, à l’âge de seulement 39 ans. Il fut inhumé au cimetière de la Chacarita à Buenos Aires,. Ainsi l’Argentine perdit-elle en l’espace de trois ans deux de ses plus grands chanteurs, après la mort de Carlos Gardel en 1935. En l’honneur de Magaldi, une rue de Buenos Aires a été baptisée à son nom, et un monument renfermant son buste fut érigé sur un boulevard de la ville de Junín.
Surnommé la voix sentimentale de Buenos Aires, contemporain d’Ignacio Corsini et de Carlos Gardel, Agustín Magaldi est associé à l’apogée de la chanson populaire argentine dans la décennie 1930. Parmi ses enregistrements les plus populaires figurent la chanson Nieve, les tangos Disfrazado, Vagabundo, Levantá la Frente, et nombre de valses et de chansons campagnardes. Son répertoire comportait des genres très variés, incluant des chansons criollas, des tangos, et quelques autres pièces sur des rythmes originaires d’autres pays. Si la comparaison avec Gardel vient ici irrésistiblement à l’esprit, Magaldi cependant fut différent : certes, il suscita, au même titre que Gardel, une fervente adhésion populaire, mais aussi des critiques ; comme lui, Agustín Magaldi fut un paradigme de la chanson populaire argentine, et il faisait partie de la principale cohorte qui se tenait dans le sillage de la figure de Carlos Gardel. Beaucoup ne l’aimaient guère, tant dans les rangs des tangueros traditionnels que dans ceux des avant-gardistes de son époque — les tangueros en raison de son style qui ne répondait pas tout à fait aux normes du phrasé gardélien, et les avant-gardistes, au motif qu’il n’était pas suffisamment novateur. Il demeure néanmoins que les uns et les autres durent reconnaître la douceur de sa voix et la qualité de ses interprétations. 
Au contraire, les couches les plus humbles de la population portègne aussi bien que provinciale le vénéraient ; de plus, sa popularité et sa renommée ne cessèrent de croître après sa mort, au point que ses fanatiques vont jusqu’à le placer aujourd’hui au même niveau que le Zorzal criollo. Ce phénomène s’explique non seulement par sa voix brillante et parfaitement maîtrisée et par sa technique vocale élaborée et raffinée, produit de l’école italienne de chant, mais aussi sans doute par les particularités de son répertoire, qui était très diversifié (mais de qualité inégale), et par lequel Magaldi faisait figure de représentant typique du chanteur national capable d’aborder nombre de thèmes ressortissant à la culture criollo ; à cet égard, on notera en particulier que la thématique de ses tangos tendait à rehausser le rôle de la femme — jusque-là en effet coupable de tous les drames de l’homme —, ainsi qu’en attestent les chansons Levantá la frente (Relève la tête), où il prend la défense de la mère célibataire, No quiero verte llorar (Je ne veux pas te voir pleurer), où l’homme s’attendrit en plaçant la femme sur un pied d’égalité, et Libertad, où au moment de se séparer les protagonistes reconnaissent tous deux leurs torts partagés. C’est surtout à propos de la manière dont cette dimension sociale se manifeste, plus particulièrement le ton de gravité dans les descriptions de la souffrance et, à de certains moments, le mélodramatisme des histoires contées, qui partisans et adversaires s’affrontent : les premiers tenant compte à Magaldi d’avoir témoigné de la réalité sociale et culturelle de son époque et s’identifiant par là volontiers avec lui, les seconds en revanche considérant qu’il ne faisait que céder servilement à certain mauvais goût populaire et qu’il fut artistiquement incapable de dépasser ce niveau.

## Présumée rencontre entre Magaldi et Eva Perón
La figure d’Agustín Magaldi apparaît dans Evita, comédie musicale d’Andrew Lloyd Webber et Tim Rice créée à Londres en 1978. On l’y voit emmenant Eva Duarte à Buenos Aires, ce pourquoi il y est désigné comme « le premier homme à avoir été utile à Eva Perón ».
Toutefois, ce passage concernant le rôle joué par Magaldi dans la vie d’Eva Perón a été contesté par certains auteurs, notamment par les biographes d’Eva Perón, Marysa Navarro et Nicholas Fraser, auteurs d’Evita: The Real Life of Eva Perón, qui soulignent qu’il y a aucun document attestant que Magaldi se serait jamais produit à Junín, la ville où résidait Eva au moment où celle-ci est supposée avoir fait la rencontre de Magaldi.

« La plupart des récits de la vie d’Evita indiquent qu’elle tomba amoureuse de l’image de vedette de Magaldi, ou qu’elle décida de le séduire et de se servir de lui ; en tout état de cause, elle lui aurait été présentée, lui aurait demandé de l’emmener à Buenos Aires, et après qu’il se fut montré vacillant, se serait introduite de force dans son compartiment et aurait pris le train à ses côtés à destination de la capitale, quittant ainsi sa famille et devenant la maîtresse d’un homme marié. Toutefois, il n’est consigné nulle part que le chanteur de tango vint cette année-là à Junín. Magaldi, homme doux et dévoué à sa mère, avait coutume de se laisser accompagner par sa femme lors de ses tournées, et l’on comprend difficilement ce qu’il a pu voir dans la petite et fluette Eva María. S’il l’aida effectivement à quitter Junín, il est probable alors que son assistance fut exempte de toute malignité. La sœur d’Evita insiste que doña Juana, encouragée en cela par don Pepe, accompagna Evita jusqu’à Buenos Aires. D’après son récit, mère et fille ne laissèrent de visiter les stations de radio qu’ils n’eussent trouvé une émission pour laquelle l’on avait besoin d’une jeune fille. »

L’un des éléments les plus importants propres à mettre en cause la crédibilité de la version telle que présentée dans la susmentionnée comédie musicale est le fait que, tant dans la version scénique que cinématographique, Magaldi est montré occupé à donner un concert de charité au bénéfice des victimes du tremblement de terre de San Juan, survenu dans l’ouest du pays. Le séisme eut lieu le 15 janvier 1944, et le concert le 22 janvier, date à laquelle il est à peu près sûr qu’Eva avait déjà lié connaissance avec Juan Perón. De surcroît, Magaldi n’aurait pas pu se produire ce jour-là, attendu qu’il mourut d’une péritonite à Buenos Aires plus de cinq ans auparavant.